# Marijampolės pieno konservai
Marijampolės pieno konservai ist ein milchverarbeitendes Unternehmen in Marijampolė, Litauen. Der Umsatz beträgt 100 Mio. Euro. Das Unternehmen hat das Warenzeichen „Markomilk“.  Es gehört der litauischen Unternehmensgruppe UAB Karpis.

## Geschichte
Am 31. Dezember 1977 begann Pieno konservų kombinatas zu arbeiten.
1981 wurden die milchverarbeitende Betriebe in Virbalis, Lukšiai, Lazdijai, Jurbarkas, Prienai und  Kalvarija als Kombinatsfilialen angegliedert. In Sowjetlitauen hieß das Unternehmen Kapsuko pieno konservų kombinatas und beschäftigte 1000 Mitarbeiter.
Nach der Unabhängigkeit Litauens privatisierte man das Unternehmen. Die Schulden erreichten später 113 Mio. Litas (33 Mio. Euro) und das Unternehmen wurde  insolvent.
August 2001 wurde das Vermögen von AB Marijampolės pieno konservai an die UAB Eksimeta verkauft. Sie führte die Produktion  als UAB Marijampolės pieno konservai weiter. Es erzielte 2008 einen Umsatz von 324,5 Mio. Litas.
Das Unternehmen war früher an der Börse Vilnius notiert.